# Raquero (embarcación)
El raquero es una embarcación de vela de diseño español. Normalmente se utiliza para aprender a navegar (como sucede con los Optimist y los Vaurien). Se creó como alternativa a la clase caravelle francesa.
El barco español tiene mayor capacidad (hasta seis personas) que su equivalente francés. El raquero es un barco de vela ligera versátil. Tiene orza abatible, trapecio y spinnaker.

## Etimología
El diccionario de la Real Academia Española da el significado tradicional de la palabra raquero: es un adjetivo que se aplica a embarcaciones pequeñas que van robando por las costas. De ahí pasó a denominar a la embarcación de vela ligera utilizada hoy en día en escuelas de navegación. El término procede en último término del alemán racker "bribón, pícaro". En Santander se aplicaba a los muchachos que buceaban en el puerto para recoger las monedas que arrojaban los turistas. 
- Datos: Q6100529